# Hipódromo de Beirut
El Hipódromo de Beirut se refiere al nombre de dos hipódromos en el país asiático del Líbano, uno histórico de la época romana y uno moderno que fue construido en el siglo XIX. El hipódromo romano, que ocupa 3.500 m², cerca de la sinagoga Abraham Maghen en Wadi Abu Jamil, en el barrio histórico judío de Beirut, fue redescubierto en 1988.
El Hipódromo de Beirut, llamado oficialmente Hipódromo del Parque de Beirut (Hippodrome du Parc de Beyrouth), es una instalación deportiva moderna para las carreras de caballos en Beirut, Líbano.